# Třetí země
Termín třetí země označuje stát, kterého se sice týkají ustanovení nějaké mezinárodní smlouvy mezi státy, ale tato země sama není účastníkem této smlouvy.
Např. v daňové oblasti (DPH) se pojmem třetí země označuje země, která není členem EU.